# Широкое (Весёловский район)
Широ́кое (укр. Широке) — село,
Широковский сельский совет,
Весёловский район,
Запорожская область,
Украина.
Код КОАТУУ — 2321287901. Население по переписи 2001 года составляло 1048 человек.
Является административным центром Широковского сельского совета, в который, кроме того, входит село
Далёкое.

## Географическое положение
Село Широкое находится у истоков реки Большой Утлюк, ниже по течению на расстоянии в 9 км расположено село Белорецкое.
Река в этом месте пересыхает, на ней сделано несколько запруд.

## История
- Основан в конце XIX века как хутор Рубель и хутор Рапп также упоминается как хутор Марьинский
- После 1922 года носил название населённый пункт совхоза «Известия».
- В 1945 году переименован в хутор Широкий[3].
- 1958 год (по другим данным в 1957 году) — переименован в село Широкое.

## Экономика
- «Известия», опытное хозяйство.

## Объекты социальной сферы
- Школа.
- Детский сад.
- Клуб.
- Фельдшерско-акушерский пункт.

## Достопримечательности
- Вблизи села есть древние курганы. На одном из них сохранилась половецкая каменная скульптура XII—XIII веков.
- Братская могила советских воинов.